# Polysics
Polysics (яп. ポリシックス Porishikkusu, пишется POLYSICS) — японская рок-группа из Токио, которая называет свой стиль как «кричащий пого-панк». Она была названа в честь марки синтезатора Korg Polysix. Группа была основана в 1997, но стала известной только в 1998 на концерте в Токио. Они создают энергичную музыку, смешивая обычную гитарную музыку с синтезированным и компьютерным звуком для создания уникальной смеси панка и синтипопа. Они сильно вдохновлены американскими группами Devo и The Tubes, и японскими группами P-Model и Yellow Magic Orchestra. Их песни состоят из японского, английского языков, или просто тарабарщины. Группа была отмечена за свои чрезвычайно энергичные выступления и дикие наряды, в частности за фирменные оранжевые (ныне серые) комбинезоны, с буквой «P» на них (на серых написано полное название группы), и за «цензурные» очки.

## История

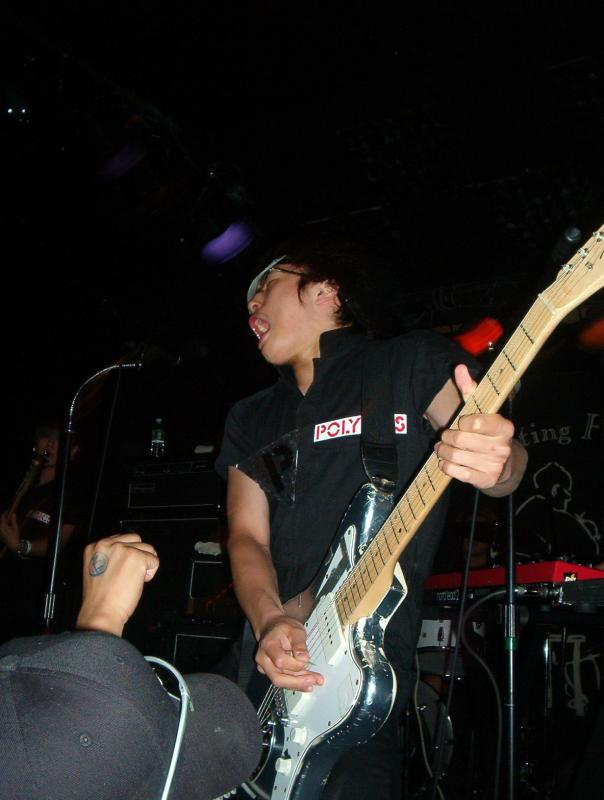
Хироюки Хаяси играет на гитаре на концерте POLYSICS в 2003, посвященному американскому релизу альбома Neu

Группа Polysics была основана в 1997 году японским старшеклассником Хироюки Хаяси. После просмотра нескольких записей Devo и сильного вдохновения музыкой новой волны с запада, ученик покинул свою футбольную команду и основал группу, которая должна была расширить мультяшные изображения и музыкальные идеи смешных икон арт-панка, которых он видел на ТВ. К нему присоединились барабанщик Дзюнити Сагай и Сако (или Poly 2). Другой участник по имени Канэко вступил в первые годы существования группы. Позже он покинул группу и был заменён на Каё с её механическим присутствием на сцене, которое являлось полной противоположностью поведению остальных. Название группы происходит от первого синтезатора Хаяси, Korg Polysix. Этот синтезатор появлялся в 2х ранних клипах группы.
В 1999 году Polysics выпустили свои первые альбомы «1st P» и «A.D.S.R.M!» на независимом лейбле DECKREC Records. Сразу после выпуска «1st P» их басист, известный только как «POLY-2», покинул группу. Группа забросила имена «POLY-X», и свелась к трио с новой участницей Фуми на бас-гитаре для некоторых дорожек к альбому «Neu». В том же 1999 «Asian Man Records» выпустили их первый альбом в США Hey! Bob! My Friend! с восторженными отзывами, но слабыми продажами. Альбом представляет собой сборник треков из первых двух японских релизов. В 2000 году Polysics подписали контракт с «Ki/oon Records» (дочерней компании корпорации Sony Music Japan) и выпустили их первый главный альбом «Neu». Альбом нёс с собой всё ту же маниакальную энергию как на их независимых релизах, но более утонченную. В альбоме 2001 года «Eno» Синтезаторы стали более активными, но песни всё ещё имели интенсивную энергию, как у панк-рока. В этом альбоме Фуми была представлена как полноправный участник группы, и Polysics опять стали квартетом. В 2002 году вышел альбом For Young Electric Pop — попытка группы выпустить альбом в жанре поп. Та самая маниакальная панк-энергия свелась к минимуму, но группа показала её в удивительном сочетании гармонии и стиля.
В 2003 году альбом Neu был выпущен в США на «Asian Man Records» с восторженными отзывами и большими продажами. Однако вскоре после записи «Kaja Kaja Goo EP» барабанщик Дзюнити Сагай покинул группу. Исимару (барабанщик панк-группы Snail Ramp) временно присоединился в качестве замены. В поддержку альбома National P в 2003 Polysics поехали с туром по США, который позже был записан на DVD PippikkippippiP In USA.
Также в 2003 году, Polysics появились на ТВ в Великобритании в программе «Adam & Joe Go Tokyo» исполняя «Kaja Kaja Goo».
В 2004 году Polysics выпустили сборник хитов под названием «Polysics or Die!!!!» В Европе и США. Новым барабанщиком группы стал Яно, сменив Сугай. Polysics гастролировали по Европе и США в поддержку релиза «Polysics or Die!!!!» в 2005 году. С начала выпуска альбома «Now Is the Time!» 2006 года, они гастролировали по США и Европе на разогреве у Грэма Коксона и Kaiser Chiefs.
28 февраля 2007 года Polysics выпустили альбом «Karate House» в Японии.
После этого Polysics подписали контракт с «MySpace Records» и решили перезаписать сборник «Polysics or Die!!!!» в США, с добавлением последних синглов из «Karate House» и бонусным DVD с видео и нарезками с концертов. «Polysics or Die!!!! Vista» был выпущен 9 октября 2007 года от Myspace Records эксклюзивно для США по случаю десятилетия группы. Хаяси сделал ремикс темы из «Teen Titans» группой Puffy AmiYumi. Песня «Teen Titans Theme ~POLYSICS' CR-06 MIX~» появилась в их американском альбоме «Splurge».
23 апреля 2008 года альбом «We Ate the Machine» был выпущен в Японии. Он вышел 30 сентября 2008 в США.
В новостной ленте группы было объявлено, что последний концерт Кайо с Polysics будет 14 марта 2010, в Ниппон Будокан. Она говорит, что провела счастливое время с группой, но она хочет жить как женщина, а не как музыкант.
Их концерт в Будокане, BUDOKAN OR DIE!!!! 2010.3.14, был выпущен 7 июля 2010 на DVD и Blu-ray.
8 августа 2010 Polysics вернулись после перерыва, выступив на фестивале «Rock in Japan» как трио в новых костюмах и очках.

## Влияние
По словам Хироюки, Polysics вдохновлены «духом» Devo. В видео и песнях Polysics были очевидные ссылки к Devo. Группа также делала каверы на песни «Jerking Back And Forth», «Social Fools», и «Secret Agent Man». Polysics также креативно использовали Devo и другой Панк-материал в своих собственных песнях; например, в песне «Each Life Each End» из альбома «Neu» они позаимствовали начальный рифф у песни Devo «Girl U Want», и шутливо перефразировала текст с песни Devo «The Day My Baby Gave Me A Surprise» и «Red Eye Express.» на японский «стиль».
Хотя Polysics и говорят, что Devo наиболее повлияло на них, другие исполнители и группы тоже повлияли на них, включая Talking Heads, P-Model, Sparks, The B-52's, XTC, King Crimson, Kraftwerk, Denki Groove, Neu!, Brian Eno, Nirvana, Man or Astroman, Spoozys, и David Bowie, Hikashu и Plastics. Polysics делали каверы на песни Devo, Styx, Suzi Quatro, Plastics, The Ramones, The Knack, Soft Cell, Hikashu, Thin Lizzy, P-Model и Frank Sinatra и, как известно, играют песни группы Yes во время звуковых проверок.

## Состав

### Нынешний состав
- Хироюки Хаяси — Гитара, вокал, вокодер, программирование
- Фуми — Бас, вокал, синтезаторы
- Масахи Яно — Ударные, вокал

### Бывшие участники
- Кайо — синтезатор, вокал, вокодер
- Дзюнити Сагай — Ударные
- Исимару — поддержка ударных
- Сако Эйсукэ (или Poly-2) — бас-синтезатор, вокодер, упоминается в тостах на концертах
- Канэко Синго[2] — Синтезатор
- Кавабэ Макото[2]

## Дискография
| Все релизы — японские, кроме указанных случаев - 1st P — 1999 - A.D.S.R.M! — 1999 - Hey! Bob! My Friend! — 2000 (США и Корея) - Neu — 2000 (UСША, 2003) - Live in Japan / 6-D (Концерт и сборник ремиксов) — 2000 - Eno — 2001 - For Young Electric Pop — 2002 - National P — 2003 - Polysics or Die!!!! — 2004 (США и Великобритания, 2005) - Now Is the Time! — 2005 (США и Великобритания, 2006) - Karate House — 2007 (США, 2008) - Polysics or Die!!!! Vista — 2007 (США) - We Ate the Machine — 2008 (США и Европа, 2008) - Absolute Polysics — 2009 (США, 2010) - Bestoisu!!!! — 2010 - Oh! No! It’s Heavy Polysick!!! — 2011 (США) - 15th P — 2012 - Live At Newwave — 1999 (VHS) - B.G.V. — 2000 (VHS) - DVDVPVDVLIVE!! — 2003 (DVD) - PippikkippippiP In USA — 2004 (DVD) - Now is the live! — 2006 (DVD) - Clips or Die!!!! — 2007 (DVD) - We ate the show!! — 2008 (CD+DVD) - Budokan Or Die!!!! 2010.3.14 — 2010 (DVD, Blu-ray) - Mitsuami Heroine — 2004 (EP от Кайо) | - Plus Chicker — 1999 - Modern — 1999 - XCT — 2000 - Each Life Each End — 2000 - New Wave Jacket — 2001 - Baby Bias — 2005 - Coelacanth Is Android — 2005 (США, 2006) - Electric Surfin' Go Go — 2006 - You-You-You — 2006 - Catch On Everywhere — 2007 - Rocket — 2007 - Pretty Good — 2008 - Shout Aloud! / Beat Flash — 2009 - Young Oh Oh! — 2009 - Lo-Bits — 2002 - Kaja Kaja Goo — 2003 (Великобритания, 2004) - New Wave Jacket / [My Sharona — 2004 (Великобритания) - I My Me Mine / Jhout — 2006 (Великобритания) - eee-P!!! — 2010 |

### Саундтреки
- Polysics исполнили песню для американского шоу Super Robot Monkey Team Hyperforce Go! на американском канале Jetix .
- Песня группы Polysics «You-You-You» использовалась в начальном ролике для аниме Keroro Gunso.[3]
- Трек из их альбома Now is the Time!, «Tei! Tei! Tei!», был использован, как саундтрек к FIFA 07.
- Песня «Rocket» была использована в качестве завершающей темы в аниме Moyashimon.
- Начальная тема аниме Cells at Work! Code Black - Hashire! with Yamasaki Seiya (Kyūso Nekokami) - и завершающая Ue o Mukaite Hakobō with Sekkekkyū/Hakkekkyū исполнены Polysics.[4]